# Jaimie Thibeault
Jaimie Thibeault (Red Deer, 23 settembre 1989) è una pallavolista canadese.
Gioca nel ruolo di centrale nel Jakarta BNI 46.

## Carriera
La carriera di Jaimie Thibeault inizia a livello universitario nel 2007 con l'University of Montana Woman's Volleyball: nel 2011 ottiene le prime convocazioni nella nazionale canadese, con la quale resta in collegiale per un'annata.
L'esordio nella pallavolo professionistica avviene nella stagione 2012-13 quando viene ingaggiata dall'Entente Sportive Le Cannet-Rocheville Volley-Ball, nella Ligue A francese. Nella stagione 2013-14 si trasferisce in Italia nella Robur Tiboni Urbino Volley, in Serie A1.
Per il campionato 2014-15 è nella Liga Siatkówki Kobiet, giocando per il club polacco del Legionovia di Legionowo, mentre nell'annata successiva torna nuovamente nella Serie A1 italiana vestendo la maglia della Futura Volley Busto Arsizio.
Ritorna in campo per disputare la stagione 2017 in Indonesia con il Jakarta BNI 46.

## Palmarès

### Premi individuali
- 2013 - Coppa panamericana: Miglior muro